# Новокумарка
Новокумарка — упразднённое село в Шимановском районе Амурской области России. Исключено из учётных данных в 1980 году.

## География
Село располагалось на левом берегу реки Берея, на расстоянии примерно 6 километров (по прямой) к юго-западу от села Саскаль.

## История
Выселок Ново-Кумарский был основан в 1872 году, казаками переселившимися из станицы Кумарская. В 1879 году в посёлке имелось 10 дворов и 90 жителей обоего пола. В 1891 году посёлок состоял из 12 дворов и 109 жителей Основное занятие населения: земледелие, охота и лесной промысел.
По данным 1926 года в Ново-Кумаре имелось 41 хозяйство (35 крестьянского типа и 6 прочих) и проживало 254 человека (135 мужчин и 119 женщин). В национальном составе населения преобладали русские. В административном отношении входила в состав Саскальского сельсовета Амуро-Зейского района Амурского округа Дальневосточного края.
Решением Амурского исполкома от 27 мая 1980 года № 255, село Новокумарка исключено из учётных данных как несуществующее.